# Fêtes et jours fériés en Haïti
Les fêtes et jours fériés d'Haïti rythment la vie des [Haïtiens] en s'échelonnant tout au long de l'année. Certaines réjouissances fêtent un évènement religieux, d'autres un moment historique de la République d'Haïti.  

## Fêtes à date fixe
| Date         | Nom                                                               | Commémoration |
| ------------ | ----------------------------------------------------------------- | --- |
| 1er janvier  | Fête de l'Indépendance Nationale et Nouvel an                     | Cette date commémore le jour où Jean-Jacques Dessalines déclara l'indépendance d'Haiti en 1804                       |
| 2 Janvier    | Jour des Aïeux                                                    | |
| 7 février    | Sainte Jacqueline                                                 | Nord ouest |
| 6 janvier    | Épiphanie                                                         | Fête religieuse non fériée                                                                                           |
| 1er mai      | Fête de l'Agriculture et du Travail                               | Fête nationale |
| 18 mai       | Fête du Drapeau et de l'Université                                | Commémore la création du drapeau haïtien en 1803 à l'Arcahaie par Dessalines et célèbre le système éducatif haïtien. |
| 23 mai       | (Ancienne fête) Fête de la souveraineté nationale                 | Jour dédié à la Présidence de la République. Cette fête n'est plus célébrée.                                         |
| 15 aout      | Assomption de Marie                                               | Fête religieuse |
| 20 septembre | Jour de Dessalines                                                | Anniversaire de naissance de Jean-Jacques Dessalines.                                                                |
| 17 octobre   | Mort de Dessalines                                                | Anniversaire de la mort de Jean-Jacques Dessalines.                                                                  |
| 1er novembre | La Toussaint                                                      | Fête religieuse |
| 2 novembre   | Fête des morts                                                    | Fête religieuse (Rite romain). Commémoration des fidèles défunts et, par extension, de tous les êtres chers défunts. |
| 18 novembre  | Commémoration de la Bataille de Vertières /Jour des forces armées | Ce jour commémore la victoire des troupes haïtiennes sur les forces françaises napoléoniennes en 1803.               |
| 5 décembre   | (Ancienne fête) Jour de la découverte                             | Commémore le débarquement de Christophe Colomb sur l'Île d'Haïti en 1492. Cette fête n'est plus célébrée.            |
| 25 décembre  | Noël                                                              | Fête religieuse |

## Fêtes à date changeante
| Date        | Name                                     | Commémoration              |
| ----------- | ---------------------------------------- | -------------------------- |
| Fête mobile | Lundi Gras (Jour férié à partir de midi) | Carnaval                   |
| Fête mobile | Mardi Gras                               | Carnaval                   |
| Fête mobile | Mercredi des Cendres                     | Fête religieuse non fériée |
| Fête mobile | Jeudi saint                              | Fête religieuse non fériée |
| Fête mobile | Vendredi saint                           | Fête religieuse            |
| Fête mobile | Pâques                                   | Fête religieuse            |
| Fête mobile | Ascension                                | Fête religieuse            |
| Fête mobile | Fête-Dieu                                | Fête religieuse            |